# Cattedrale di San Giuseppe (Abu Dhabi)
La cattedrale di San Giuseppe è la chiesa cattedrale del vicariato apostolico dell'Arabia meridionale, si trova ad Abu Dhabi, negli Emirati Arabi Uniti, vicino all'incrocio tra la Airport Road e la diciassettesima strada.

## Storia
I lavori per la prima chiesa di Abu Dhabi sono iniziati nell'ottobre del 1963 e la prima pietra è stata benedetta nel febbraio 1964, su un appezzamento di terreno donato da Shakhbut II bin Sultan Al Nahyan, al tempo sovrano di Abu Dhabi. Il 19 febbraio 1965 è stata inaugurata la prima chiesa.
Il 19 marzo 1981 vennero poste le basi per l'attuale chiesa, in seguito alla decisione del sovrano di trasferire l'edificio precedente in una posizione diversa. L'inaugurazione del nuovo complesso ha avuto luogo il 25 febbraio 1983, alla presenza dello sceicco Shakhbut.
Una sezione importante del complesso parrocchiale è stata demolita all'inizio del 2013 per permettere la costruzione di nuove sale. All'interno di quest'espansione fu consacrata nell'ottobre 2014 la chiesa secondaria di santa Teresa.
La parrocchia oggi conta oltre 100.000 cattolici, espatriati provenienti da tutto il mondo. Messe sono celebrate in diverse lingue tra cui inglese, arabo, tagalog, malayalam, singalese, urdu, konkani, tamil, francese, spagnolo e italiano.